# 芝原チヤコ
芝原 チヤコ（しばはら チヤコ、1970年8月9日 - ）は、日本の声優、女優。埼玉県出身。

## 略歴
声優の仕事をする前は、14 - 18歳の頃まで劇団に所属しており、テレビドラマや映画に出演していた。ミニFMでDJの担当歴もあり、どうにか音楽でやって行きたいと思っていた所、知り合いから『KEY THE METAL IDOL』の挿入歌のオーディションを紹介される。その流れで鬱瀬美浦役を貰い、声優活動を開始する。
母親はクラシックバレエの講師であり、幼い頃は自分もバレエを習い、かなり注目されたことがあったという。
2022年11月30日付で、30年間在籍した81プロデュースを退所した。

## 人物
特技は創作料理。趣味は歌唱、ウクレレ、写真撮影。

## 出演
太字はメインキャラクター。

### テレビアニメ
1995年
- それいけ!アンパンマン（1995年 - 2023年、ペリカちゃん、コアンコラ〈2代目〉）

1996年
- はりもぐハーリー（ガブリーヌ）

1997年
- 学級王ヤマザキ（クロサワ、みつ子、カラス）
- はいぱーぽりす（穆清院門前稲荷桜）
- 爆走兄弟レッツ&ゴー!! シリーズ（1997年 - 1998年、ニエミネン、タムタム、ひでふみ） - 2シリーズ

1998年
- ああっ女神さまっ 小っちゃいって事は便利だねっ（ジューシー）
- Weiß kreuz（ジェイ）
- 星方武侠アウトロースター（イラガ）
- ポケットモンスター（フシギダネA、ニャースB）

1999年
- ドラえもん（テレビ朝日版第1期）（イボイノシシ）
- バーバパパ世界をまわる（バーバモジャ）
- 爆球連発!!スーパービーダマン（西部丸馬）
- Bビーダマン爆外伝V（チッタァ）

2001年
- とっとこハム太郎（浪花サダ吉）

2002年
- アソボット戦記五九（マシンガンブラザーズB）
- ぷちぷり*ユーシィ（コボルト）
- ロックマンエグゼ シリーズ（2002年 - 2006年、カットマン、カットマン二郎、バブルマン、ゾアノカットマン太郎 ）- 5シリーズ
- わがまま☆フェアリー ミルモでポン!（2002年 - 2005年、ドンタ） - 3シリーズ

2003年
- アストロボーイ・鉄腕アトム（艦内アナウンス）
- 犬夜叉（男の子）
- デュエル・マスターズ（2003年 - 2010年、難波金太郎、子どもB） - 3シリーズ
- ミッドナイトホラースクール（チュービー、アンプー）

2004年
- アークエとガッチンポー（2004年 - 2005年、アークエ） - 2シリーズ
- パンツぱんくろう（ぱんくろう）
- 妄想代理人

2005年
- まじめにふまじめ かいけつゾロリ（2005年 - 2006年、傘おばけ / 唐傘おばけ、尾中ミエ）
- MÄR-メルヘヴン-（デフ）

2006年
- 爆球Hit! クラッシュビーダマン（西島サブ）
- プリごろ太 宇宙の友情大冒険（カズオ）
- ポケットモンスター アドバンスジェネレーション（ルージュラC）

2007年
- きらりん☆レボリューション（ドラネコ）
- NANA（美加）
- のだめカンタービレ（カズオ）
- BUZZER BEATER（ケンタロウ）
- まめうしくん（2007年 - 2008年、つぶた）
- 湾岸ミッドナイト（よね子）

2008年
- うちの3姉妹（2008年 - 2010年、モプシー）
- スケアクロウマン（ピエール〈幼少時代〉、ニコラス）

2009年
- イナズマイレブン（綾野勇一）
- エレメントハンター（2009年 - 2010年、チェインディニー、アナウンサー）
- 源氏物語千年紀 Genji（女）
- ヒピラくん（デルチャ、サラの母）

2010年
- おとめ妖怪 ざくろ（三升）
- 名探偵コナン（2010年 - 2017年、鍵谷菊奈、婦警）
- RAINBOW-二舎六房の七人-（タバコ屋店主）

2011年
- Dororonえん魔くん メ〜ラめら（しびれ柳）

2012年
- ダンボール戦機W（檜山真実）

2014年
- ヒーローバンク（妻）

2016年
- うしおととら（露店の女性）
- かみさまみならい ヒミツのここたま（トトトン）

2017年
- 境界のRINNE（花嫁の霊）

2018年
- カードキャプターさくら クリアカード編（李雪花）
- こねこのチー ポンポンらー大旅行（港のおばさん、ピヨ、ノイジー）

2019年
- うちの娘の為ならば、俺はもしかしたら魔王も倒せるかもしれない。（ヴェン婆 / ヴェンデルガルド）

### 劇場アニメ
- 劇場版ポケットモンスター ミュウツーの逆襲（1998年、科学者）
- ピカチュウのなつやすみ（1998年、カラカラ）
- 劇場版カードキャプターさくら（1999年、李雪花[14]）
- 劇場版 とっとこハム太郎 ハムハムランド大冒険（2001年、グレハム）
- 東京ゴッドファーザーズ（2003年）
- アークエとガッチンポー THE MOVIE チェルシーの逆襲 / アークエと魔法のハンマー（2005年、アークエ）
- 劇場版デュエル・マスターズ 闇の城の魔龍凰（2005年、難波金太郎）
- まじめにふまじめ かいけつゾロリ なぞのお宝大さくせん（2006年、唐傘）
- かっちけねぇ!（2016年、おばあちゃん[2]）

### OVA
- KEY THE METAL IDOL（1994年 - 1997年、生徒、鬱瀬美浦、古森紅子 他）
- 教科書にないッ!（1998年、小菅サキ）
- ぐるぐるタウンのはなまるくん（1999年 - 2001年、こぷー）
- いちご100% 〜桜海学園エクソダス編〜（2005年、英語教師）
- やなせたかしメルヘン劇場 てんしのぐらたん（2008年、ばたきち）
- ヒマラヤの光の王国（2010年、チャンド）
- 名探偵コナン えくすかりばあの奇跡（2012年、キヨシ）

### Webアニメ
- 爆丸アーマードアライアンス（2020年 - 2021年、エボニー）
- 爆丸ジオガンライジング（2021年、エボニー）
- 爆丸レジェンズ（2023年、エボニー）

### ゲーム
- ミニ四駆 爆走兄弟レッツ&ゴー!!WGP HYPER HEAT（1997年、ニエミネン）
- 朧月都市（1997年）
- 東京23区制服WARS（1998年、真行寺霞）
- 爆走兄弟レッツ&ゴー!! エターナルウィングス（1998年、ニエミネン）
- 火魅子伝〜恋解〜（1999年、清瑞）
- クロノアビーチバレー 最強チーム決定戦!（2002年、チップル）
- アークザラッド 精霊の黄昏（2003年、マル）
- アークザラッドジェネレーション（2004年、マル）
- サイキン恋シテル?（2009年、とどくん）
- ド根性小学生ボン・ビー太 裸の頂上ケツ戦ビー太vsドクロでい（2009年、オバマくん）

### ドラマCD
- KEY THE METAL IDOL RADIO PROGRAM 3「憧れ」（鬱瀬美浦）

### 吹き替え

#### 映画
- ザ・グリード（レイラ〈ウナ・ダモン〉）※VHS・DVD版

#### アニメ
- アークエ・ファミリー（アークエ）
- キャッツ&カンパニー（イギー）
- ザ・ソーンベリーズ（イライザ・ソーンベリー[2]）
- マドレーヌといっしょに（ペピート）
- リセス 〜ぼくらの休み時間〜（スピネリ）
  - リセス 〜ぼくらの夏休みを守れ!〜
- リトルロボット（タイニィ）
- リロ・アンド・スティッチ ザ・シリーズ（スピネリ）

### 特撮
- 仮面ライダーBLACK（第9話）※顔出し
- 超獣戦隊ライブマン（第14話）※顔出し

### テレビ番組
- あの歌がきこえる〜卒業写真[2]
- いないいないばあっ!（バケッパ[2]）
- こちらVパラ局!（ナレーション[2]）

### テレビドラマ
- 花のあすか組! 第6話「突然! 炎の転校生」
- はぐれ刑事純情派

### その他コンテンツ
- 鳥取県境港市「ゲゲゲの妖怪楽園」（小鳥の声[2]）

### シリーズ一覧
1. ↑  第1シリーズ（2002年 - 2003年）、第2シリーズ『AXESS』（2003年 - 2004年）、第3シリーズ『Stream』（2005年）、第4シリーズ『BEAST』（2005年 - 2006年）、第5シリーズ『BEAST+』（2006年）